# UFC 303
 UFC 303: Pereira vs. Procházka 2   è stato un evento di arti marziali miste tenuto dalla Ultimate Fighting Championship il 29 giugno 2024 alla T-Mobile Arena di Las Vegas, negli Stati Uniti.

## Risultati
|                                        | Divisione               |                   |                 |                      | Metodo                                      | Round           | Tempo           | Premio          |
| Card Principale                        | Card Principale         | Card Principale   | Card Principale | Card Principale      | Card Principale                             | Card Principale | Card Principale | Card Principale |
| -------------------------------------- | ----------------------- | ----------------- | --------------- | -------------------- | ------------------------------------------- | --------------- | --------------- | --------------- |
| Sfida valida per il titolo di campione | Pesi mediomassimi       | Alex Pereira (c)  | batte           | Jiří Procházka       | KO tecnico (calcio alla testa e pugni)      | 2               | 0:13            |                 |
|                                        | Catchweight (165 lbs)   | Diego Lopes       | batte           | Dan Ige              | Decisione unanime (29–28, 29–28, 29–28)     | 3               | 5:00            | POTN            |
|                                        | Pesi mediomassimi       | Roman Dolidze     | batte           | Anthony Smith        | Decisione unanime (30–27, 29–28, 29–28)     | 3               | 5:00            |                 |
|                                        | Pesi gallo femminili    | Macy Chiasson     | batte           | Mayra Bueno Silva    | KO tecnico (stop medico)                    | 2               | 1:58            | POTN            |
|                                        | Pesi welter             | Ian Garry         | batte           | Michael Page         | Decisione unanime (29–28, 29–28, 29–28)     | 3               | 5:00            |                 |
| Card Preliminare                       |                         |                   |                 |                      |                                             |                 |                 |                 |
|                                        | Pesi medi               | Joe Pyfer         | batte           | Marc-André Barriault | KO (pugni)                                  | 1               | 1:25            | POTN            |
|                                        | Pesi piuma              | Andre Fili        | batte           | Cub Swanson          | Decisione non unanime (28–29, 29–28, 29–28) | 3               | 5:00            | FOTN            |
|                                        | Catchweight (147.5 lbs) | Jean Silva        | batte           | Charles Jourdain     | KO (pugno)                                  | 2               | 1:22            |                 |
|                                        | Pesi gallo              | Payton Talbott    | batte           | Yanis Ghemmouri      | KO (pugni)                                  | 1               | 0:19            | POTN            |
|                                        | Pesi paglia femminili   | Gillian Robertson | batte           | Michelle Waterson    | Decisione unanime (30–27, 30–27, 30–26)     | 3               | 5:00            |                 |
|                                        | Pesi massimi            | Martin Buday      | batte           | Andrei Arlovski      | Decisione non unanime (29–28, 28–29, 30–27) | 3               | 5:00            |                 |
|                                        | Pesi mosca              | Rei Tsuruya       | batte           | Carlos Hernandez     | Decisione unanime (29–28, 29–28, 29–28)     | 3               | 5:00            |                 |
|                                        | Pesi gallo              | Vinicius Oliveira | batte           | Ricky Simón          | Decisione unanime (30–27, 30–27, 29–28)     | 3               | 5:00            |                 |

## Premi
I lottatori premiati ricevettero un bonus di 50.000 dollari.
Legenda:
- FOTN: Fight of the Night (vengono premiati entrambi gli atleti per il miglior incontro dell'evento)
- POTN: Performance of the Night (viene premiato il vincitore per la migliore performance dell'evento)